# Turismo em Minas Gerais

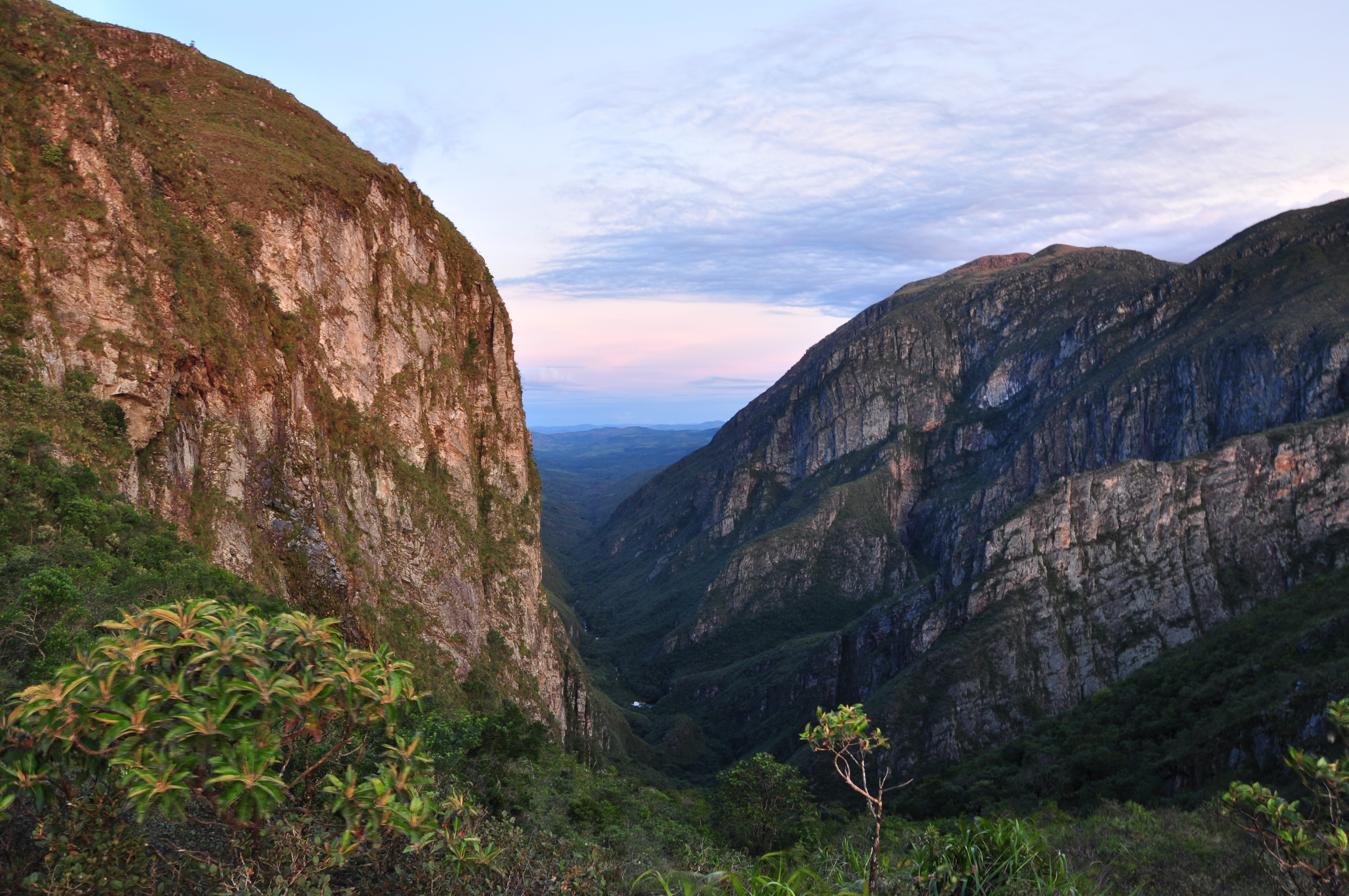
Por do sol no Travessão

O turismo no estado de Minas Gerais oferece diversas atrações históricas, naturais e culturais. As maiores e mais visitadas cidades históricas são Ouro Preto, antiga capital do estado, Diamantina, importante cidade da mineração de diamante e Tiradentes, esta última famosa por seu romantismo, festivais de culinária e cinema. Monte Verde também se destaca como um destino de inverno e romantismo, com suas pousadas de clima europeu entranhadas na Serra. 
A principal cidade do Circuito das Águas, São Lourenço (Minas Gerais), se destaca pelas fontes hidrominerais. Poços de Caldas é outra cidade que se destaca pelas fontes hidrominerais recebendo muitos turistas pelas proximidades com São Paulo. Capitólio (Minas Gerais) pelo Cânion de Furnas, rios e cachoeiras. Parque Estadual do Ibitipoca pelo ecoturismo e turismo de aventura. Araxá pelo famoso Hotel de mesmo nome, que historicamente já hospedou diversos presidentes. 
Em Belo Horizonte e nas suas proximidades, têm o Circuito Cultural Praça da Liberdade, Parque da Serra do Curral, Parque das Mangabeiras, Praça do Papa, Pampulha, estádio do Mineirão, centro histórico de Sabará, Gruta Rei do Mato e Gruta de Maquiné e o Museu do Instituto Inhotim. Enfim, como se diz o escritor mineiro Guimarães Rosa: "Minas, são muitas. Porém, poucos são aqueles que conhecem as mil faces das Gerais."

## Parques Estaduais
- Baleia
- de Biribiri
- Grão Mogol
- do Ibitipoca (Ibitipoca)
- do Itacolomi
- Lagoa do Cajueiro
- Mata Seca
- de Nova Baden
- Pico do Itambé
- Rio Corrente
- do Rio Doce
- do Rio Preto
- Serra das Araras
- Serra do Brigadeiro
- Serra do Cabral
- Serra da Candonga
- Serra Negra
- Serra Nova
- Sete Salões
- Serra do Papagaio
- Serra do Rola-Moça
- Sumidouro
- Verde Grande
- Veredas do Peruaçu

## Parques Nacionais
- Cavernas do Peruaçu, criado pela portaria 96 de 17 de dezembro de 2004, com 56.650 ha.
- Grande Sertão Veredas (MG-BA), criado pelo decreto 97.658 (12/04/1989), com 83.363 ha.
- das Sempre Vivas, criado em 13/12/2002, com 124.554 ha.
- da Serra da Canastra, criado pelo decreto 70.355 (03/04/1972), com 200.000 ha.
- da Serra do Cipó, criado pelo decreto 90.233 (25/09/1984), com 31.010 ha.
- do Caparaó, ES-MG, criado pelo decreto 50.646 (24/05/1961), com 26.200 ha.
- do Itatiaia, RJ-MG, na Serra da Mantiqueira. Itatiaia, em tupi, significa "pedra cheia de pontas". Criado pelo decreto 1.713 (14/06/1937), com 30.000 ha.

## Cidades Históricas
- Caeté
- Congonhas
- Coronel Xavier Chaves
- Diamantina
- Mariana
- Grão-Mogol - (Cidade Imperial)
- Ouro Preto - (Cidade Imperial e Patrimônio Mundial)
- Prados
- Resende Costa
- Sabará
- Sacramento (Desemboque)
- São Gonçalo do Rio Preto
- São João del-Rei
- Serro (Milho Verde)
- Tiradentes

## Patrimônios Mundiais
- Cidade Histórica de Ouro Preto
- Centro Histórico de Diamantina
- Santuário do Bom Jesus de Matosinhos